# Loredan (incrociatore ausiliario)
Il Loredan è stato un incrociatore ausiliario della Regia Marina, già motonave mista italiana.

## Storia

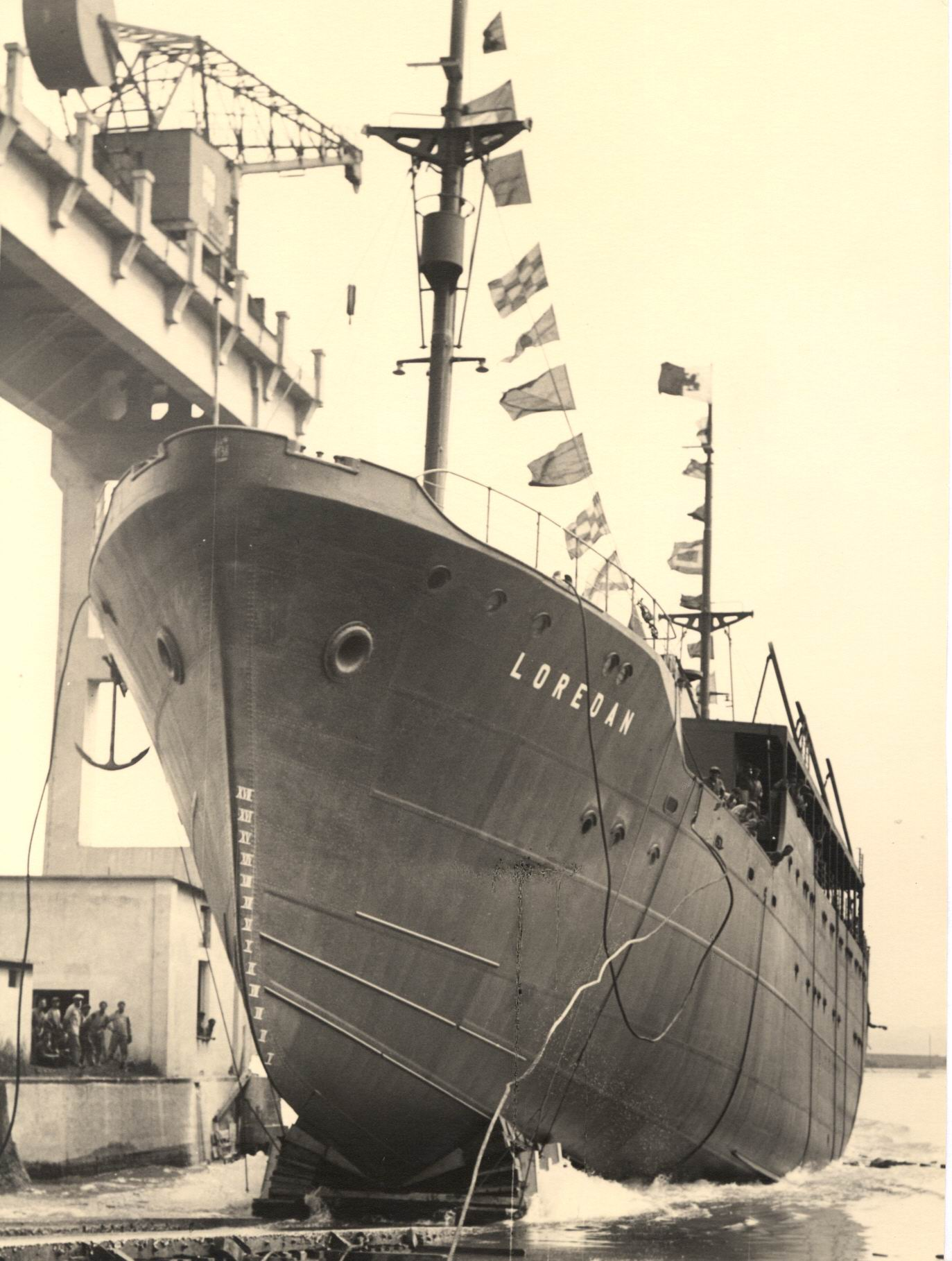
5 settembre 1936, il varo del Loredan nei cantieri di Monfalcone

Costruita tra il novembre 1935 ed il novembre 1936 nei Cantieri Riuniti dell'Adriatico di Monfalcone qualche tempo dopo la gemella Narenta (costruita invece nei CNR di Ancona), l'unità era originariamente una piccola motonave mista da 1357 tonnellate di stazza lorda e 626 tonnellate di stazza netta. Due stive della capienza di 1212 metri cubi permettevano una portata lorda di 583 (per altre fonti 650) tonnellate, mentre nelle cabine potevano trovare posto in tutto 28 (per altre fonti 16) passeggeri, tutti in prima classe. Un motore diesel FIAT della potenza di 1600-1800 HP (altre fonti 2200), consumando 6,6 tonnellate di carburante al giorno, azionava un'elica, consentendo una velocità di 13,5-14 nodi (la velocità inizialmente prevista era invece di 14,6 nodi).
Iscritta con matricola 290 al Compartimento marittimo di Venezia, la nave apparteneva alla Compagnia Adriatica di Navigazione, che il 1º gennaio 1937 cambiò nome in Adriatica Società Anonima di Navigazione, con sede a Venezia.
Inizialmente utilizzata sulla linea 45 Venezia-Trieste-Fiume-Bari, la Loredan navigò successivamente anche sulle linee 44, da Bari a Durazzo, 42, da Venezia a Durazzo e Bari e viceversa passando per la Dalmazia, e 46, da Manfredonia a Bari passando per le Tremiti.
Il 1º febbraio 1940 la motonave fu posta in disarmo a Venezia, restandovi sino all'11 aprile di quell'anno. Riarmata il 12 aprile, la nave riprese per un mese circa il servizio sulla linea 44, poi, dal maggio 1940, operò in base a disposizioni del Ministero della Marina, effettuando viaggi straordinari di trasporto per conto del governo, alternati a momenti di sosta e parziale disarmo.

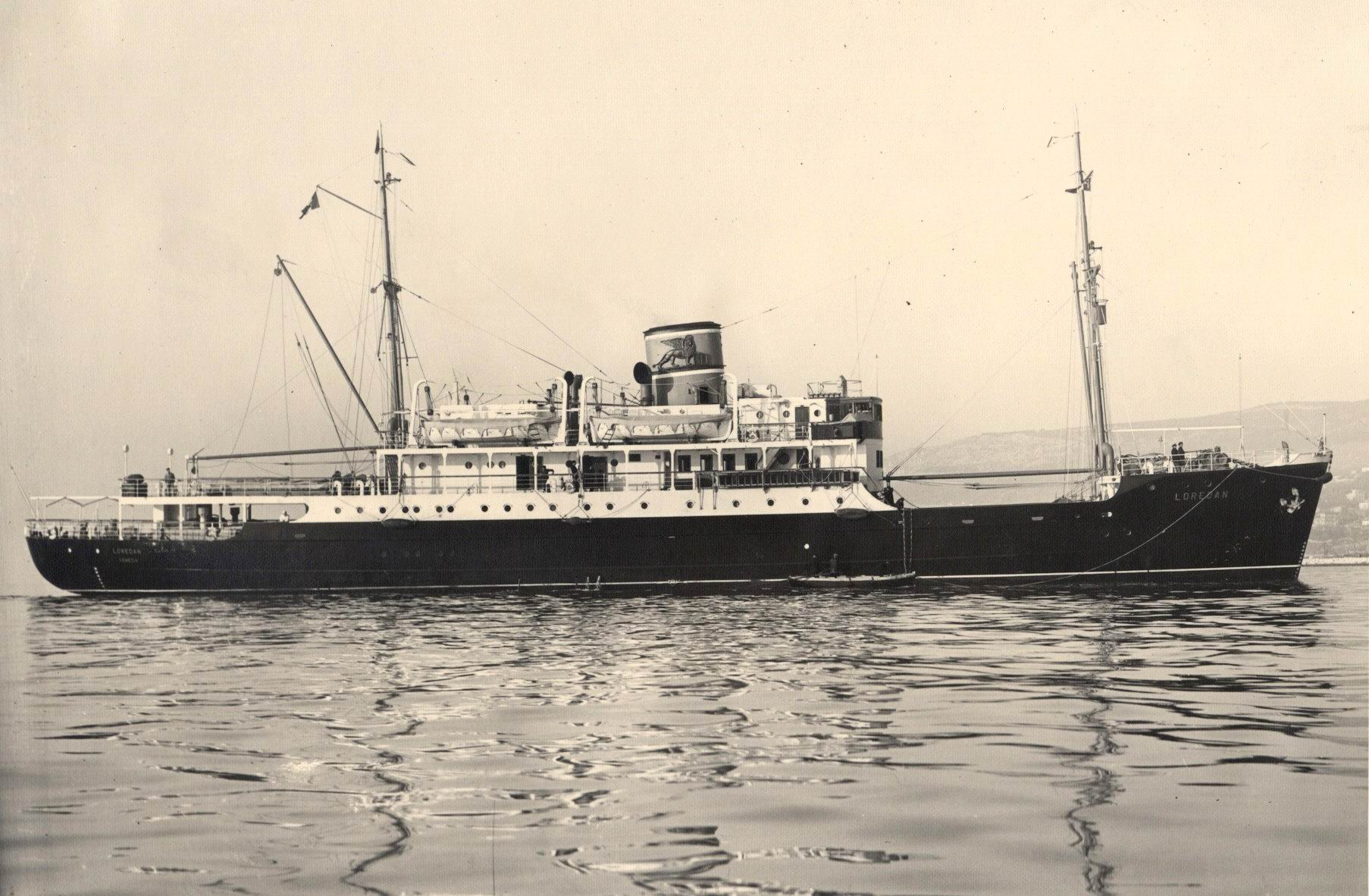
La motonave durante le prove in mare

Il 27 luglio 1941 la Loredan venne requisita a Barletta dalla Regia Marina ed iscritta nel ruolo del Naviglio ausiliario dello Stato con matricola D 19, classificata come incrociatore ausiliario. Armata con due cannoni da 102/45 Mod. 1917, quattro mitragliere da 20/65 mm e due scaricabombe antisommergibile provvisti di una scorta di 21 bombe di profondità (altre fonti parlano di 20-21 mine), la motonave venne adibita al servizio di scorta convogli e trasporto materiali sulle rotte secondarie e meno pericolose. A partire dal 1942 fu comandante della nave il capitano di corvetta Antonio Calegari. A bordo del Loredan fu imbarcato anche il giornalista Vittorio Giovanni Rossi, quale corrispondente di guerra (Rossi raccontò tale esperienza nel libro La guerra dei marinai, del 1941).
In ventuno mesi di servizio come incrociatore ausiliario il Loredan effettuò complessivamente 193 missioni, consistenti principalmente in servizi di scorta sulle rotte che collegavano la Sardegna a Civitavecchia.

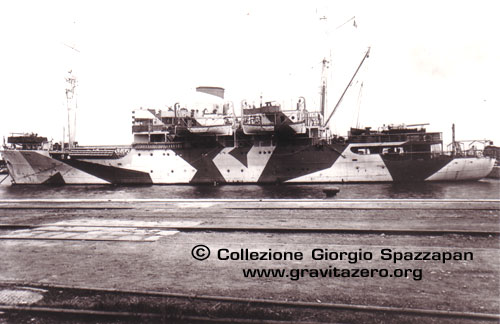
Il Loredan in servizio come incrociatore ausiliario, con colorazione mimetica

Alle quattro del pomeriggio del 10 aprile 1943 il Loredan lasciò il porto di Cagliari di scorta ad un piccolo convoglio diretto alla Maddalena e formato dalla cisterna militare Isonzo e dal vecchio piroscafo Entella, carico di 3500 tonnellate di carbone. L'incrociatore ausiliario procedeva in testa al convoglio, seguito da Entella ed Isonzo, accanto alle quali navigava anche il piccolo rimorchiatore-dragamine RD 29, altra unità della scorta. Al largo di Capo Boi il MAS 507, che aveva effettuato in infruttuoso ascolto idrofonico reso problematico dal transito del motoveliero/vedetta foranea V 197 Idria, si aggregò alla scorta. Un ricognitore antisommergibile della 188ª Squadriglia di base all'aeroporto di Elmas, incaricato di perlustrare la zona alla ricerca di unità subacquee nemiche, dovette rientrare in anticipo per un guasto ai motori, mentre un idrovolante antisom deputato alla scorta aerea del convoglio rimase a terra per avaria al motorino d’avviamento.
Poco dopo la partenza le navi vennero avvistate dal sommergibile britannico Safari, che, dopo aver manovrato per avvicinarsi ed assumere una posizione adatta all'attacco, verso le sei e venti (per altre fonti alle 18 o alle 18.25) lanciò quattro siluri contro il convoglio, per poi immergersi rapidamente ed allontanarsi. Le unità italiane avevano appena incrociato il rimorchiatore-dragamine RD 41 un miglio al traverso di Torre Finocchio (o Torre delle Stelle) quando da bordo di quest'ultimo vennero avvistate le scie dei siluri: squarciato a poppa da una delle armi alle 18.20, il Loredan affondò nel giro di alcuni secondi a 12 miglia per 100° da Punta Elia, non lontano da Cagliari, trascinando con sé la quasi totalità dell'equipaggio. Anche l'Isonzo, centrata da un siluro sotto la plancia e da un altro a poppa, affondò più lentamente con la perdita di 22 uomini, mentre l'Entella evitò un siluro ma finì con l'incagliarsi accidentalmente vicino alla costa (per altra fonte fu invece colpito e portato all'incaglio per evitare l'affondamento).
L'RD 29, l'RD 41 ed il MAS 507, raggiunti poi dall'Idria, eseguirono intensa ma infruttuosa caccia antisommergibile (venendo raggiunti nelle fasi finali anche da un idrovolante), ritenendo di averlo affondato, mentre in realtà il Safari, rimasto per diverse ore bloccato sul fondale, riuscì infine a liberarsi ed allontanarsi.
Alcuni superstiti delle due navi affondate, nonostante il mare mosso, raggiunsero la riva a nuoto, altri vennero recuperati dalle unità della scorta e quindi caricati su camion e portati a Cagliari.
Il giorno seguente, alle undici, il Safari, tornato sul posto, affondò con due siluri anche l'Entella, che stava venendo disincagliato con l'impiego di rimorchiatori, palombari e personale del Genio Navale. Il sommergibile eluse nuovamente la caccia, condotta in questo caso dai MAS 507 e 510 e da un idrovolante e cessata alle 17.50 dopo il supposto, ma mancato, affondamento dell'unità avversaria.
Il relitto del Loredan giace adagiato sul fianco sinistro, con la poppa gravemente danneggiata, ad una profondità compresa tra i 52 ed i 67 metri, sui fondali del golfo di Cagliari, in posizione 39°08' N e 9°23' E. È frequente meta di immersioni.